# Centranthus
Centranthus é um género de plantas com flor da antiga família Valerianaceae, agora subfamília Valerianoideae segundo a classificação Angiosperm Phylogeny Website. É composto por plantas herbáceas e arbustos do Sul da Europa. Contém 36 espécies descritas e destas apenas 11 aceites.

## Taxonomia
O género foi descrito por Augustin Pyrame de Candolle e publicado em Flore Française. Troisième Édition 4: 238. 1805[1805].

## Espécies
- Centranthus amazonum Fridlender & A.Raynal
- Centranthus angustifolius (Mill.) DC.
- Centranthus × aurigeranus Giraudias
- Centranthus calcitrapae (L.) Dufr.
- Centranthus × intermedius (Schltdl.) Rapin
- Centranthus lecoqii Jord.
- Centranthus longiflorus Steven
- Centranthus macrosiphon Boiss.
- Centranthus nevadensis Boiss.
- Centranthus ruber (L.) DC.
- Centranthus trinervis (Viv.) Bég.

## Portugal
Em Portugal este género está representado por 2 espécies (uma variedade e uma subespécie):
- Centranthus calcitrapae (L.) Dufr. var. calcitrapae
- Centranthus ruber (L.) DC. subsp. ruber

A primeira é nativa em Portugal Continental e na Madeira e invasora nos Açores. A segunda é nativa em Portugal Continental e invasora na Madeira e nos Açores.